# IC 471
IC 471 је елиптична галаксија у сазвјежђу Рис која се налази на листи објеката дубоког неба у Индекс каталогу.
Деклинација објекта је + 49° 40' 5" а ректасцензија 7h 43m 36,4s. Привидна величина (магнитуда) објекта IC 471 износи 13,6 а фотографска магнитуда 14,6. IC 471 је још познат и под ознакама UGC 3982, MCG 8-14-35, CGCG 235-33, NPM1G +49.0082, PGC 21659.